# 조너선 테플리츠키
조너선 테플리츠키(영어: Jonathan Teplitzky)는 오스트레일리아의 영화 감독으로, 영화 《레일웨이 맨》(2013), 《처칠》(2017) 등을 연출했다.